# Föbing
Föbing ist ein Ort im Bezirk Sankt Veit an der Glan in Kärnten (Österreich). Durch die Streusiedlung verläuft heute die Grenze zwischen den Gemeinden Frauenstein und Gurk, wodurch der Ort in zwei Ortschaften zerfällt: Die Ortschaft Föbing in der Gemeinde Frauenstein hat 11 Einwohner (Stand 1. Jänner 2024), die Ortschaft Föbing in der Gemeinde Gurk hat 8 Einwohner (Stand 1. Jänner 2024).

## Lage
Der Ort liegt im Westen des Bezirks Sankt Veit an der Glan, etwa 9 Kilometer Luftlinie nordnordwestlich – bzw. etwa 15 Straßenkilometer entfernt von – der Bezirkshauptstadt Sankt Veit an der Glan, linksseitig im Tal der Wimitz. Einige der Häuser sind teils sehr abgelegen und nur auf unbefestigten Wegen erreichbar. Auch sind die zum Ort gehörenden Höfe untereinander kaum durch Straßen verbunden; so kann man beispielsweise vom Hanebauer-Hof zwar zu Fuß auf einem schlechten Karrenweg den nur 350 m entfernten Futterer-Hof erreichen, doch der kürzeste für normale Pkw passierbare Straßenweg zwischen den beiden Höfen beträgt etwa 9 km.
In der Katastralgemeinde Dörfl der Gemeinde Frauenstein liegen
- die Häuser Futterer oder Putterer (Föbing Nr. 4), Weber oder Guttenbrunner (Nr. 5) und Dürnberger (Nr. 7), die über einen unbefestigten Zubringer erreichbar sind, der von der ab Kilometer 11,3 der Wimitzer Landesstraße über den Graben des Schwarzbachs nach Dörfl (Gemeinde Gurk) hinaufführenden unbefestigten Straße aus abzweigt
- die Hanehube (Föbing Nr. 3 und Nr. 13), zu der von Kilometer 15,1 der Wimitzer Landesstraße aus ein unbefestigter Zubringer nach Norden führt
- die über zwischen Kilometer 14,4 und 15,0 der Wimitzer Landesstraße nach Süden abzweigende Zubringer erreichbaren Häuser Leitgebhube (ehemals Büchsenbauer, Föbing Nr. 8), Gröblacher (Nr. 9), Föbing Nr. 14 und Waldheim (Nr. 15).
- die von der Straße aus, die bei Kilometer 13,8 von der Wimitzer Landesstraße in die Innere Wimitz abzweigt, erreichbaren Häuser Vostlhube oder Gregorhube (Föbing Nr. 11; beim ehemaligen Büchsenhammer) und Schrambauer oder Schrambaumer (Nr. 2).

In der Katastralgemeinde Pisweg in der Gemeinde Gurk liegt eine von Finsterdorf südlich von Pisweg aus erreichbare Häusergruppe im Schintergraben, die aus  Mirnigkeusche (Föbing Nr. 1), Grabenbauerkeusche (Nr. 12) und den Häusern Föbing Nr. 6 und Föbing Nr. 10 besteht.

## Geschichte

### Gemeindezugehörigkeit
Der gesamte Ort Föbing lag früher auf dem Gebiet der Steuergemeinde Pisweg und gehörte ab Bildung der Ortsgemeinden Mitte des 19. Jahrhunderts zur Gemeinde Pisweg.
Bei der Gemeindestrukturreform 1973 wurde nicht nur die Gemeinde Pisweg an die Gemeinde Gurk angeschlossen, sondern man zog auch die Katastralgemeinde- und Gemeindegrenzen neu: Die Gemeindegrenze verläuft nun nicht mehr entlang der Wimitz, sondern der gesamte Talboden beidseits der Wimitz und auch der erste sonnseitige Hang gehören seither zur Gemeinde Frauenstein. Damit verblieben nur die Häuser im Schintergraben auf dem Gebiet der Katastralgemeinde Pisweg und gehören somit seit 1973 zur Gemeinde Gurk; der Rest des Orts Föbing gehört seither zur Gemeinde Frauenstein.

### Sonstiges
Am 12. März 1926 fing der Stadl der Buttererkeusche durch Brandstiftung Feuer. Der Brand griff auf das Wohnhaus über, beide Gebäude wurden völlig eingeäschert. Der Besitzer der Buttererkeusche und dessen in Pisweg lebende Schwiegermutter, die durch einen gefälschten Drohbrief den Verdacht auf die Besitzer des benachbarten Hanehofs lenken wollte, wurden wegen Brandlegung zum Zwecke des Versicherungsbetrags und wegen Verleumdung zu Haftstrafen verurteilt.
Am 27. Juli 1926 brannte die Grabenwaltlkeusche samt Nebengebäude ab.
Am 21. Juni 1935 wurde das Dach der Buttererkeusche durch einen Brand zerstört.
Im April 1936 wurde die dem vulgo Hane gehörende Mühle an der Wimitz durch einen Felssturz schwer beschädigt.
Am 2. Februar 1949 brannte das Wohngebäude des Besitzers Josef Grießer ab.

## Bevölkerungsentwicklung des gesamten Orts
Für den Ort ermittelte man folgende Einwohnerzahlen:
in der Gemeinde Pisweg:
- 1869: 14 Häuser, 97 Einwohner[8]
- 1880: 13 Häuser, 81 Einwohner[9]
- 1890: 16 Häuser, 97 Einwohner[10]
- 1900: 13 Häuser, 77 Einwohner[11]
- 1910: 12 Häuser, 65 Einwohner[12]
- 1923: 11 Häuser, 61 Einwohner[13]
- 1934: 63 Einwohner[14]
- 1961: 13 Häuser, 58 Einwohner[15]

seit der Teilung des Orts in die Gemeinden Frauenstein und Gurk:
- 2001: 14 Gebäude (davon 10 mit Hauptwohnsitz) mit 14 Wohnungen; 24 Einwohner und 6 Nebenwohnsitzfälle; 10 Haushalte; 0 Arbeitsstätten, 4 land- und forstwirtschaftliche Betriebe[16][17]
- 2011: 14 Gebäude, 24 Einwohner, 12 Haushalte, 0 Arbeitsstätten[18][19]
- 2021: 14 Gebäude, 20 Einwohner, 9 Haushalte, 2 Arbeitsstätten[20][21]

## Ortschaft Föbing (Gemeinde Frauenstein)

### Bevölkerungsentwicklung
Seit der Teilung des Orts ermittelte man für den in der Gemeinde Frauenstein gelegenen Teil von Föbing folgende Einwohnerzahlen:
- 2001: 10 Gebäude (davon 7 mit Hauptwohnsitz) mit 9 Wohnungen; 16 Einwohner und 5 Nebenwohnsitzfälle; 7 Haushalte; 0 Arbeitsstätten, 3 land- und forstwirtschaftliche Betriebe[16]
- 2011: 10 Gebäude, 15 Einwohner, 8 Haushalte, 0 Arbeitsstätten[18]
- 2021: 9 Gebäude, 12 Einwohner, 5 Haushalte, 2 Arbeitsstätten[20]

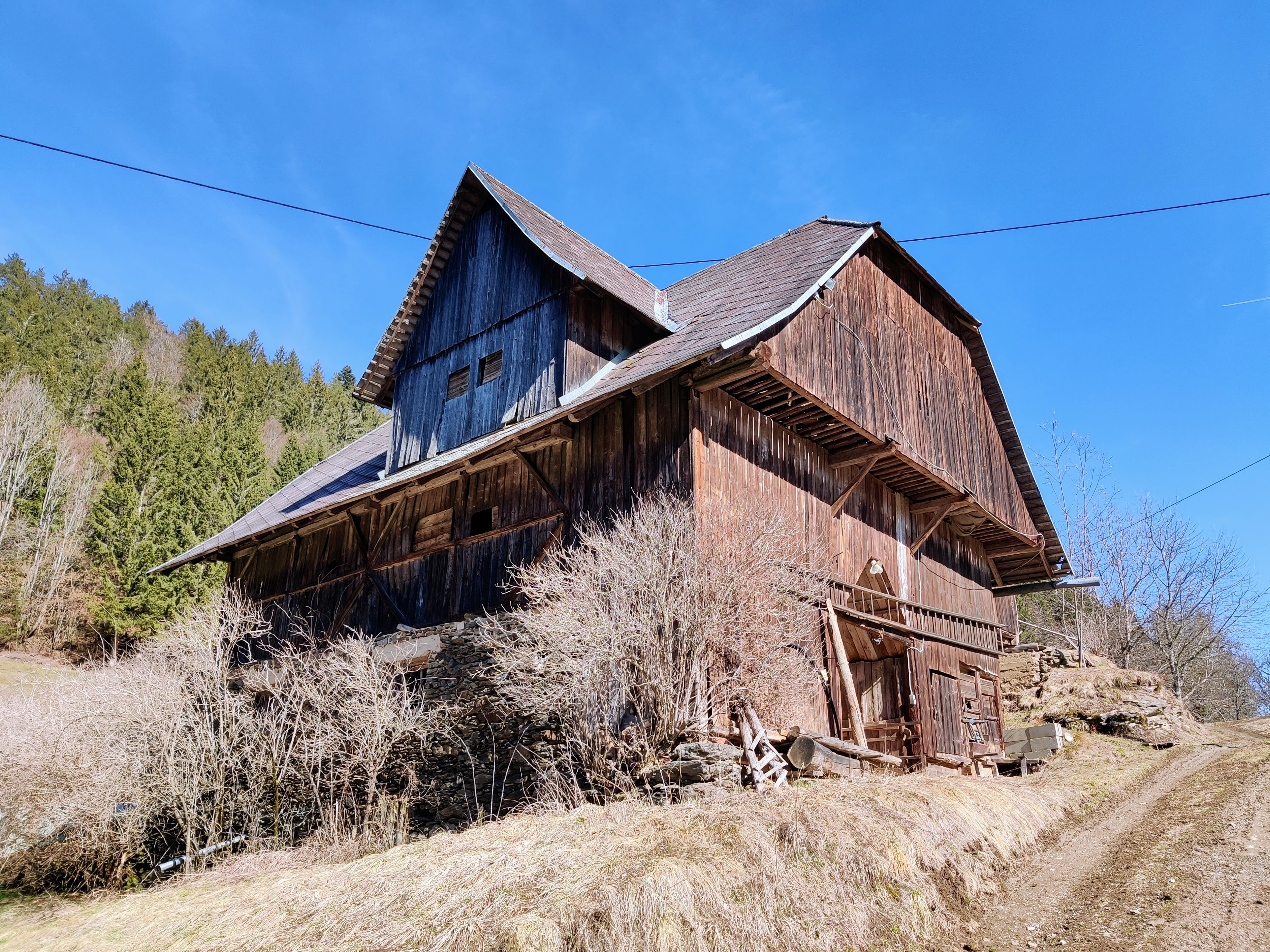
Föbing Nr. 4
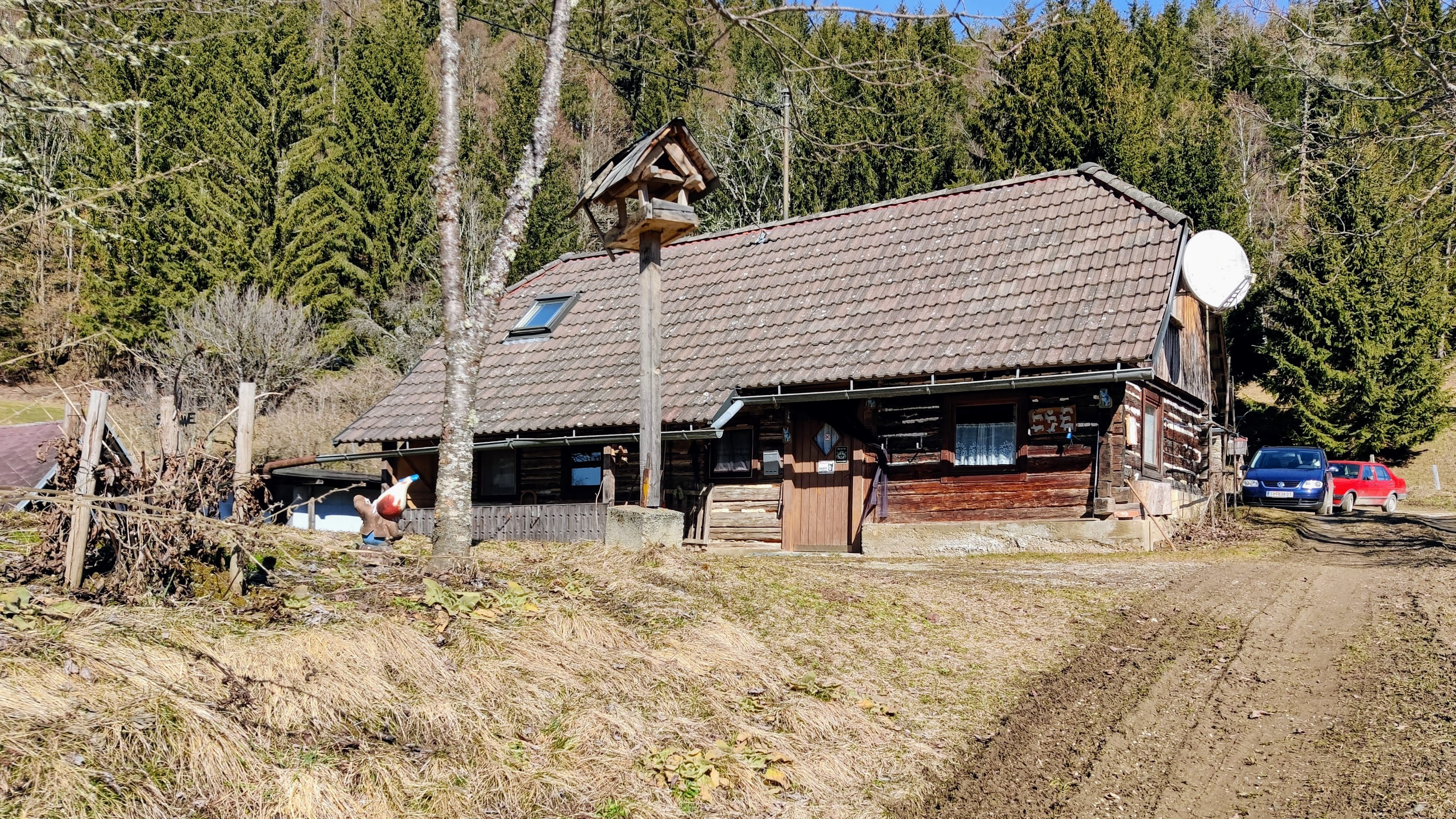
Föbing Nr. 7
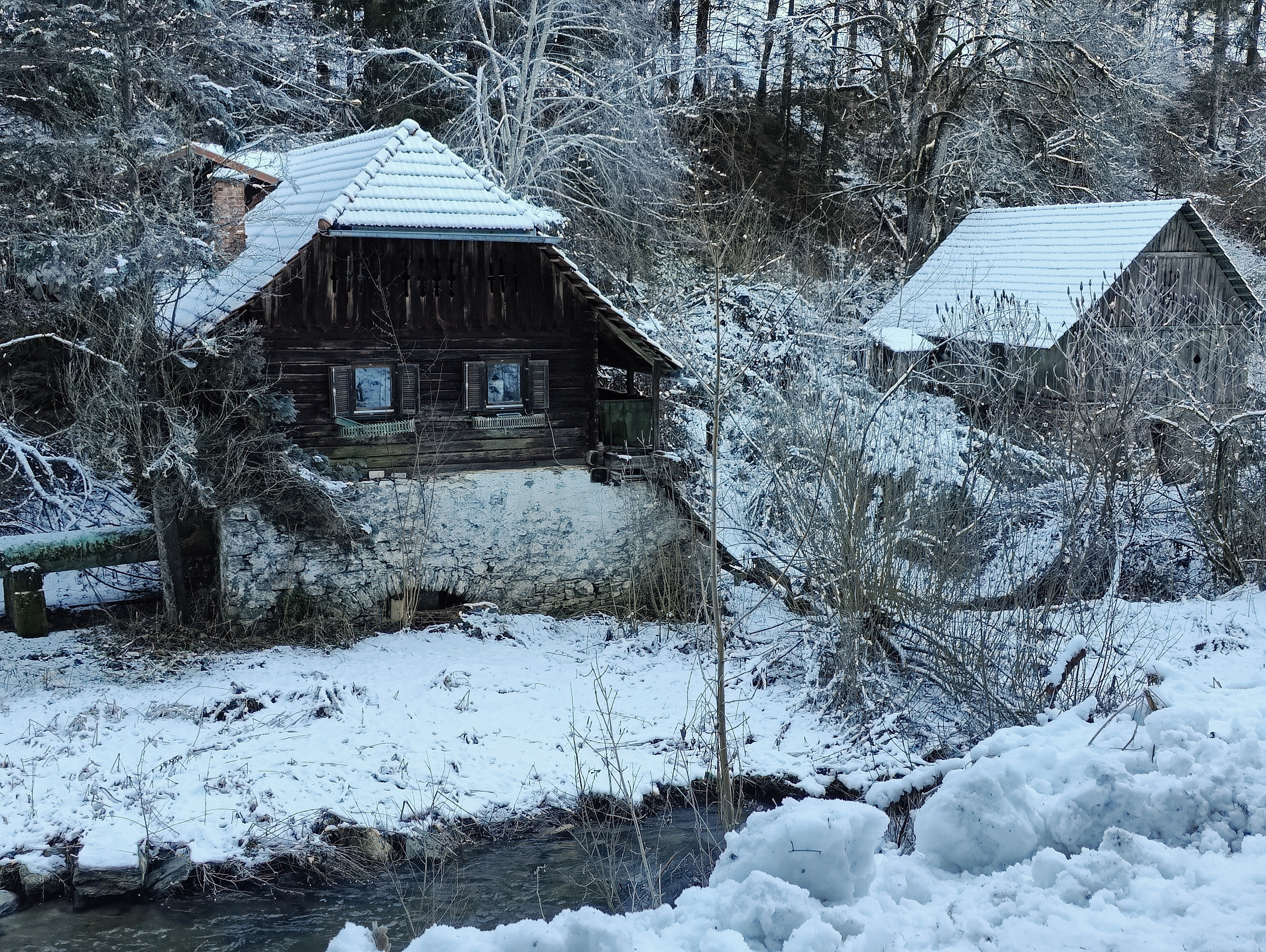
Föbing Nr. 11
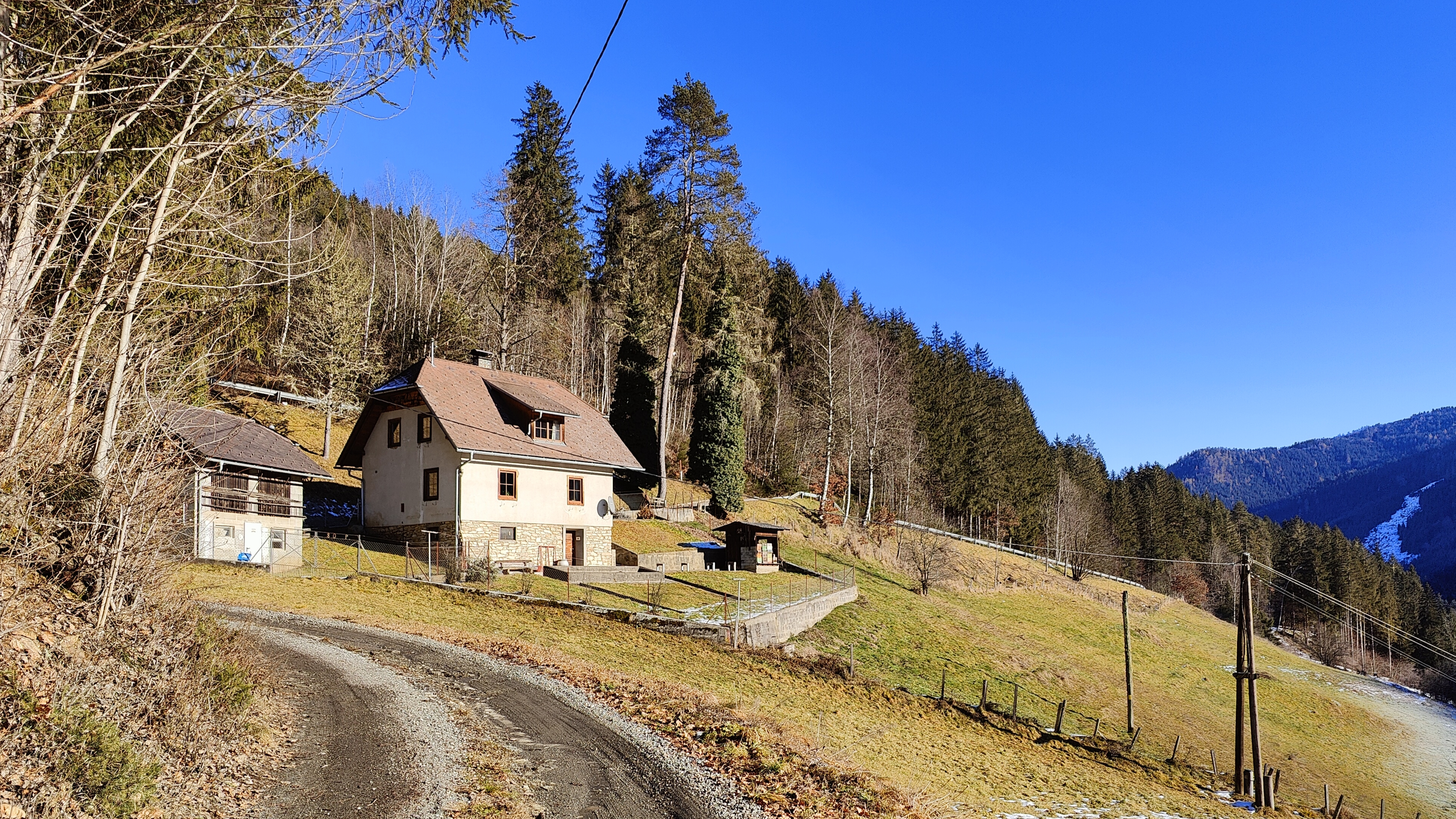
Föbing Nr. 15

## Ortschaft Föbing (Gemeinde Gurk)

### Bevölkerungsentwicklung
Seit der Teilung des Orts ermittelte man für den in der Gemeinde Gurk gelegenen Teil von Föbing folgende Einwohnerzahlen:
- 1981: 3 Häuser, 21 Einwohner
- 2001: 4 Gebäude (davon 3 mit Hauptwohnsitz) mit 5 Wohnungen; 8 Einwohner und 1 Nebenwohnsitzfall; 3 Haushalte; 0 Arbeitsstätten, 2 land- und forstwirtschaftliche Betriebe[17]
- 2011: 4 Gebäude, 9 Einwohner, 4 Haushalte, 0 Arbeitsstätten[19]
- 2021: 5 Gebäude, 8 Einwohner, 4 Haushalte, 0 Arbeitsstätten[21]